# Tomahawk (hacha)

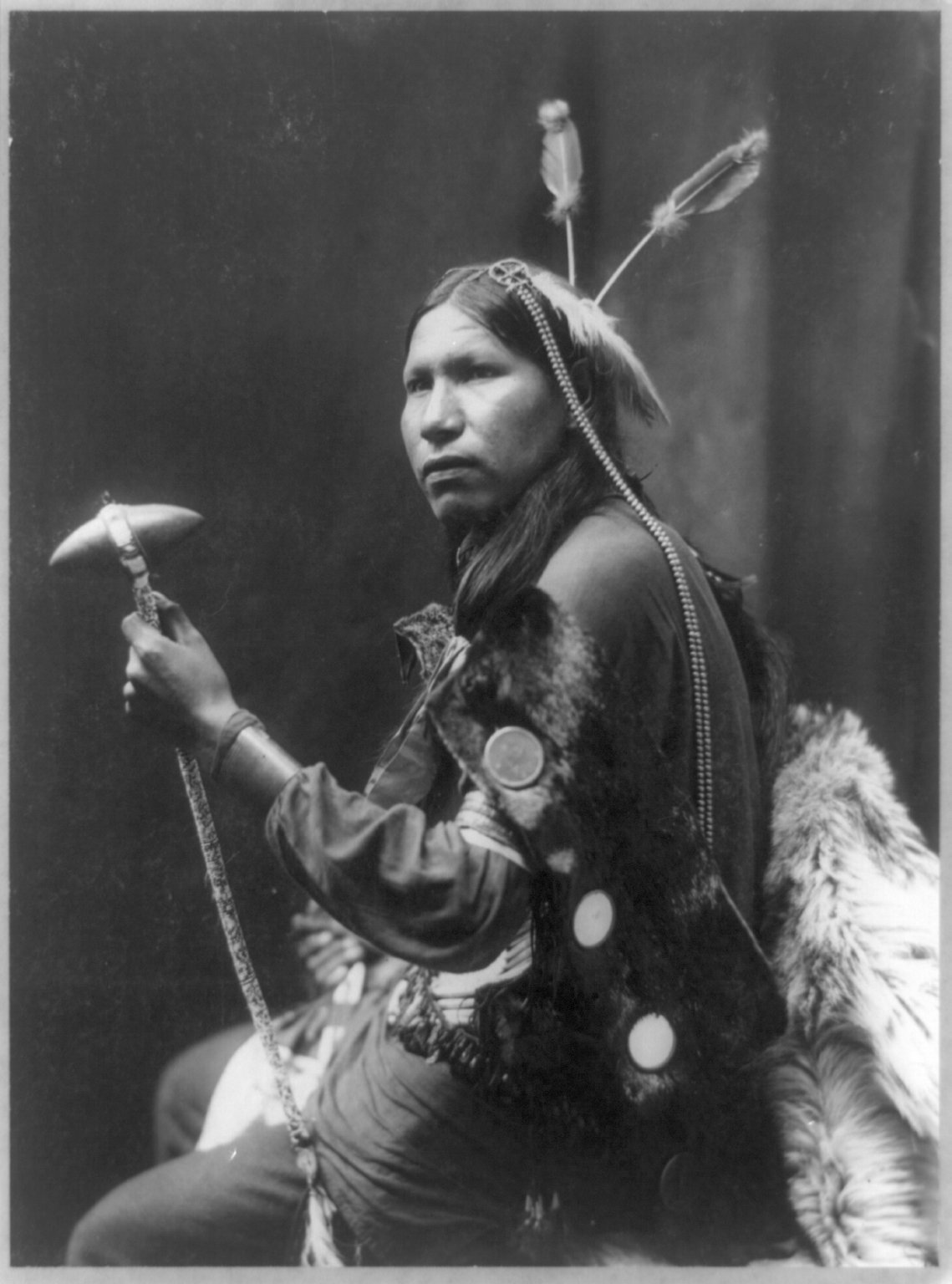
El sioux Afraid of Hawk sosteniendo un tomahawk.

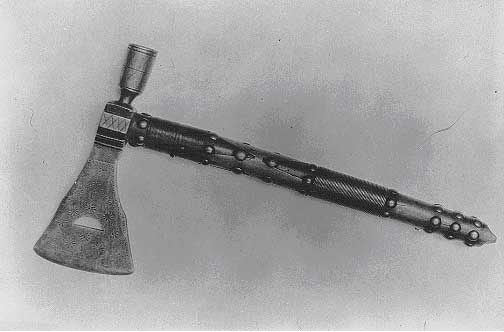
Tomahawk de principios del.

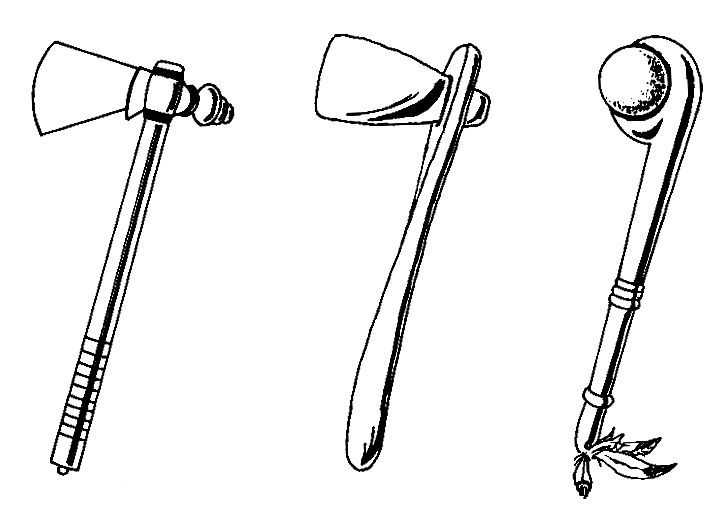
Diferentes estilos de tomahawk.

Un tomahawk es un tipo de hacha de guerra originaria de América. Su nombre se incorporó al lenguaje inglés en el siglo XVII como transliteración de la palabra tamahaac proveniente del idioma powhatan (algonquino de Virginia).
Fue una herramienta empleada tanto por indígenas americanos como por colonos europeos, a menudo también utilizada como arma arrojadiza o para el combate cuerpo a cuerpo. El material usado para la fabricación de las hojas fue progresivamente sustituido pasando del hueso y la piedra inicial al posterior hierro y bronce. Las hojas metálicas de los tomahawks se basaron originalmente en las hachas de la Royal Navy las cuales eran usadas como objeto de intercambio con los nativos americanos por comida y otras provisiones. El diseño británico a su vez derivaba de diseños usados siglos atrás por los vikingos.
El mango de un tomahawk moderno, tradicionalmente hecho de madera de carya, suele ser inferior a los 60 centímetros de largo. La cabeza, con un peso habitual de entre 250 gramos y un kilo, cuenta con un filo cuya longitud no acostumbra a superar los 10 centímetros. Ocasionalmente en la cabeza también puede implementarse una púa o un martillo situado en el lado opuesto al de la hoja cortante.
Algunos ejemplares ornamentados con grabados eran usados en rituales, a menudo tenían un orificio en la cabeza, que se prolongaba a través del mango, para fumar tabaco a través del tomahawk. Hay también ejemplares con cabeza metálica de estas inusuales pipas. Las pipas-tomahawk eran poderosos símbolos en los encuentros entre europeos y americanos: un extremo era la pipa de la paz. El otro, el hacha de la guerra.

## Etimología
El nombre proviene del Powhatan tamahaac, derivado de la raíz proto-algonquina *temah- 'cortar con herramienta'. En algonquina cognada incluyen Lenape con təmahikan, Malecite-Passamaquoddy con tomhikon, i Abenaki con demahigan, todos los cuales significan 'hacha'.

## Conformación

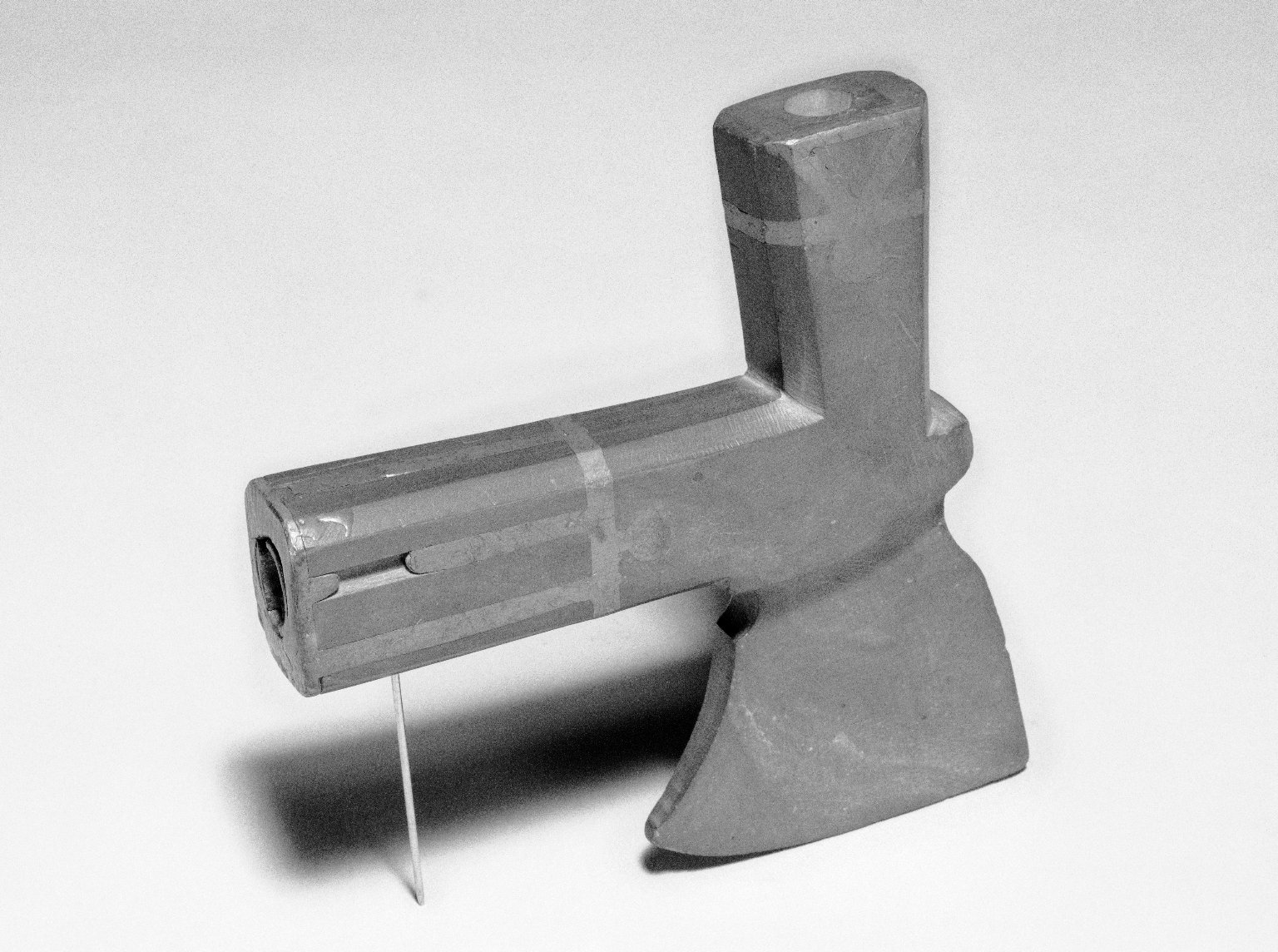
Tazón de pipa tomahawk con incrustaciones, de principios del, Museo de Brooklyn

Los diseños originales del tomahawk estaban equipados con cabezas de piedra afilada o redondeada o asta de ciervo.
Según Mike Haskew, el mango moderno del tomahawk suele tener menos de 61 cm de largo, y está hecho tradicionalmente de nogal, fresno o arce. Las cabezas pesan entre 260 a 570 g, con un borde cortante por lo general no mucho más largo de 10 cm desde la punta hasta el talón. La parte posterior de las cabezas pueden presentar un martillo, una púa o simplemente redondearse y, por lo general, no tienen orejetas. Desde la década de 1900 en adelante, estos a veces tenían un cuenco de pipa tallado en la columna y un agujero perforado en el centro del eje para fumar tabaco a través de la cabeza de metal. Los tomahawks de pipa son artefactos exclusivos de América del Norte: creados por europeos como objetos comerciales, pero a menudo intercambiados como obsequios diplomáticos. Eran símbolos de la elección que afrontaban los europeos y los nativos americanos cada vez que se encontraban: un extremo era la pipa de la paz y el otro un hacha de guerra.
En el territorio colonial francés, los colonos franceses y los pueblos indígenas usaban un diseño de hacha de guerra diferente, más cercano a la antigua francisca europea. A finales del siglo XVIII, el ejército británico entregó hachas de guerra a sus clientes habituales coloniales durante la Guerra de Independencia de los Estados Unidos como arma y herramienta.

## Historia

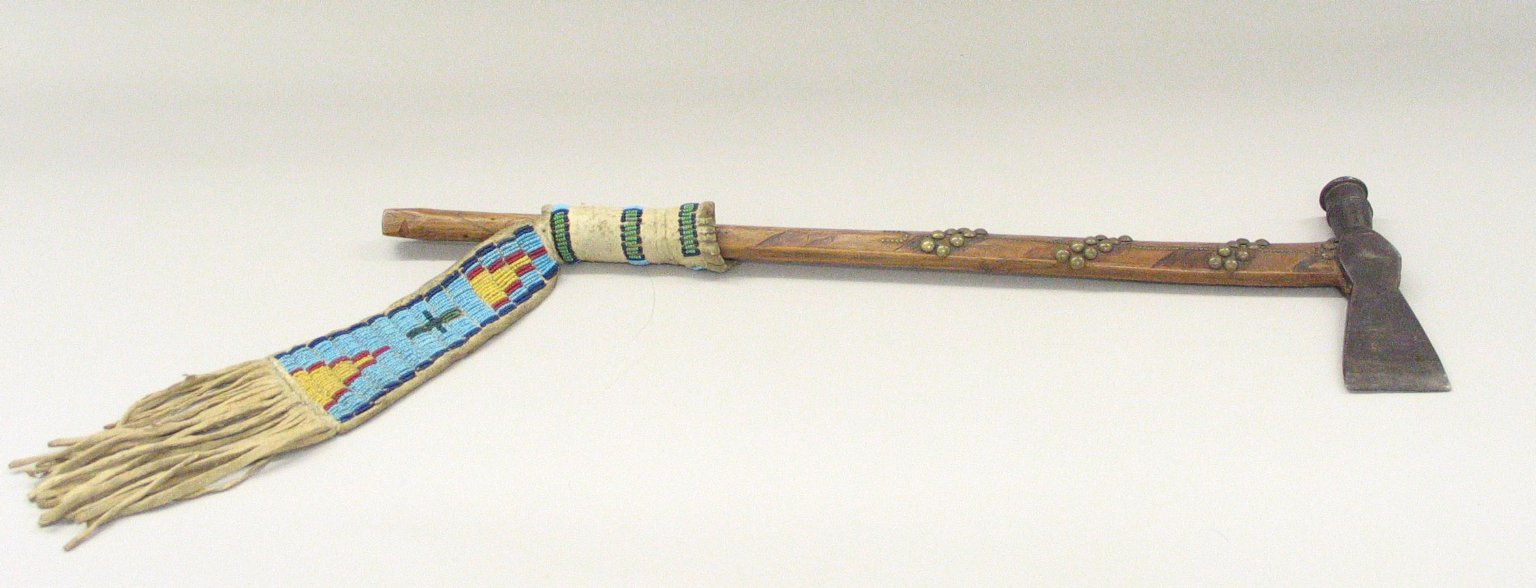
Tomahawk, Oglala, Lakota, Sioux (nativo americano), finales del y principios del, Museo de Brooklyn

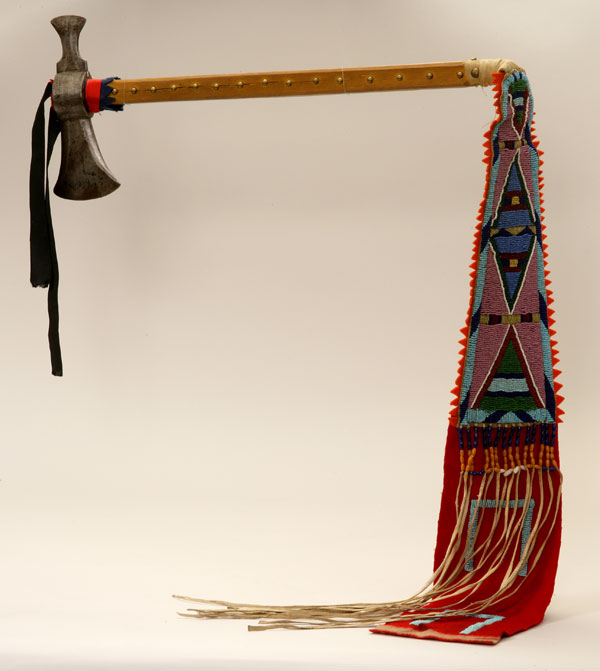
Tomahawk de Nez percé

Los Algonquinos en América temprana crearon el tomahawk. Antes de que los europeos llegaran al continente, los nativos americanos usaban piedras, afiladas mediante un proceso de tallado y picoteo, unidos a mangos de madera, asegurados con tiras de cuero. El tomahawk se extendió rápidamente desde la cultura algonquina a las tribus del sur y las Grandes Llanuras.
Cuando llegaron los europeos, se introdujo la hoja de metal a los nativos, lo que mejoró la eficacia de la herramienta. El metal no se rompía tan fácilmente como la piedra y podía fabricarse para usos adicionales. Los nativos americanos crearon una "cabeza de tomahawk", el lado opuesto a la hoja, que consistía en un martillo, una punta o un tubo. Estos se conocieron como tomahawks de pipa, que consistían en un cuenco en la cabeza y un eje ahuecado. Estos fueron creados por artesanos europeos y estadounidenses para el comercio y obsequios diplomáticos para las tribus.

## Uso moderno
Los tomahawks son útiles en escenarios de campamentos y bushcraft. Se utilizan principalmente como una alternativa a un hacha, ya que generalmente son más livianos y delgados que las hachas. A menudo contienen otras herramientas además de la cabeza del hacha, como púas o martillos.

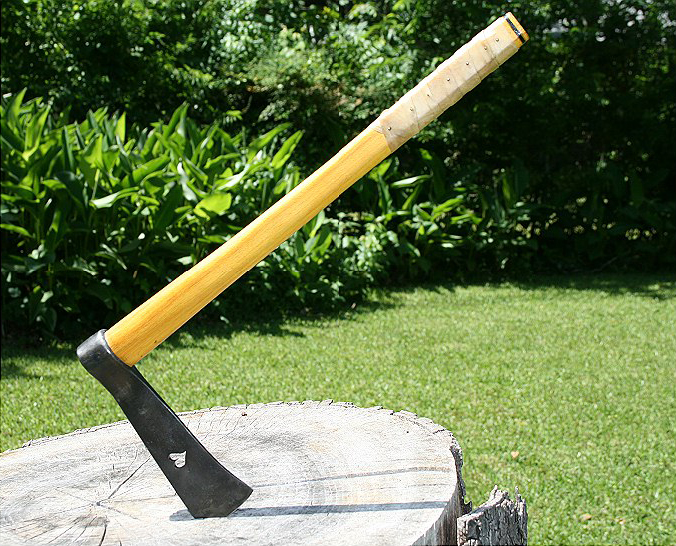
Forma tradicional tomahawk

Las modernas hachas de guerra fueron utilizadas por unidades seleccionadas de las fuerzas armadas de los Estados Unidos durante la guerra de Vietnam y se conocen como "hachas de guerra de Vietnam". Estos hachas de guerra modernas han ganado popularidad con su resurgimiento por parte de American Tomahawk Company a principios de 2001 y una colaboración con el fabricante de cuchillos personalizados Ernest Emerson de Emerson Knives, Inc. Un hacha de guerra de Vietnam con mango de madera similar es producido hoy por Cold Steel.
Muchas de estas hachas de guerra modernas están hechas de acero de aleación forjado en estampa y con tratamiento térmico diferencial. El tratamiento térmico diferencial permite que la parte cortada y la punta sean más duras que la sección central, lo que permite un cuerpo resistente a los golpes con un temperamento duradero.

### Concursos de lanzamiento de Tomahawk
El lanzamiento de Tomahawk  es un deporte popular entre los grupos de recreación histórica de Estados Unidos y Canadá, y las nuevas artes marciales como Okichitaw han comenzado a revivir las técnicas de lucha de tomahawk utilizadas durante la era colonial. Los tomahawks son una categoría dentro del lanzamiento de cuchillos competitivo. Los hachas de guerra forjados a mano de hoy en día están siendo fabricados por maestros artesanos en todo Estados Unidos.
Hoy en día, hay muchos eventos que albergan competencias de lanzamiento de tomahawk.
Las competiciones de tomahawk tienen regulaciones sobre el tipo y estilo de tomahawk utilizado para lanzar. Hay hachas especiales de lanzamiento hechas para este tipo de competiciones. Los requisitos tales como una longitud mínima del mango y un filo máximo de la hoja (generalmente 100 mm) son las reglas de competencia de lanzamiento de hachas de guerra más comunes.

### Uso militar

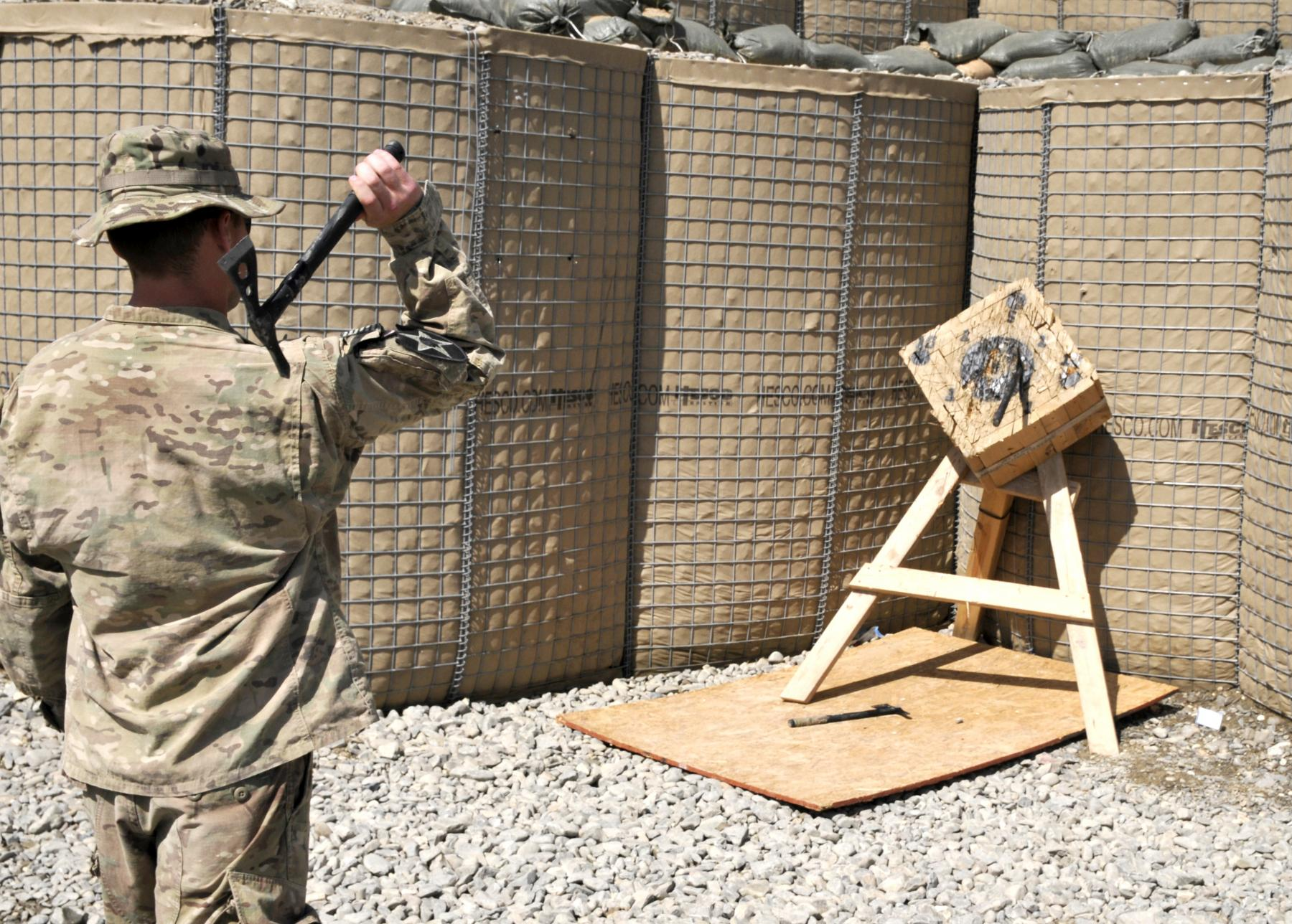
Un soldado estadounidense lanza un Tomahawk como parte de la competición Top Tomahawk en la base de operaciones avanzada Spin Boldak en Kandahar, Afghanistan.

Los tomahawks fueron utilizados por miembros individuales de la Brigada Stryker del Ejército de EE. UU. en Afganistán, el Equipo de Combate de la 172a Brigada Stryker con base en Grafenwöhr (Alemania), la 3.ª Brigada, la 2.ª División de Infantería de Fort Lewis , un pelotón de reconocimiento en el 2.º Escuadrón 183 de Caballería ( 116° Equipo de Combate de la Brigada de Infantería ) ( OIF 2007-2008) y muchos otros soldados. El tomahawk recibió el número de inventario de la OTAN (4210-01-518-7244) y se clasificó como un "equipo de rescate de clase 9" como resultado de un programa llamado Iniciativa de campo rápido; también está incluido dentro de cada vehículo Stryker como el "juego de herramientas de entrada modular". Este diseño disfrutó de una especie de renacimiento con los soldados estadounidenses en Irak y Afganistán como herramienta y en uso en el combate cuerpo a cuerpo.

### Uso por fuerzas de seguridad
El tomahawk se ha ganado cierto respeto por parte de los miembros de varios equipos tácticos de fuerzas de seguridad (es decir, "SWAT"). Algunas empresas se han apoderado de esta nueva popularidad y están produciendo "hachas de guerra tácticas". Estas herramientas orientadas a SWAT están diseñadas para ser útiles y relativamente ligeras. Algunos ejemplos de "hachas de guerra tácticas" incluyen modelos en los que el eje está diseñado como palanca. Hay modelos con muescas de corte de línea / cuerda, cortes en la cabeza que permiten su uso como llave y modelos con cabezas anchas y pesadas para ayudar a abrir puertas.

### Lucha moderna con tomahawk
No hay muchos sistemas en el mundo que enseñen habilidades de combate con el hacha o un hacha de guerra a los civiles. Sin embargo, un arte marcial conocido como Okichitaw enseña la lucha con hachas de guerra junto con otras armas indígenas como la daga de las llanuras, la lanza y el garrote de guerra de culata, en su mayoría basados en los principios de combate de las llanuras indias. En el siglo XXI, los hachas de guerra han aparecido de forma destacada en películas y videojuegos (por ejemplo, The Patriot ; Abraham Lincoln: Vampire Hunter; Bullet to the Head; Assassin's Creed III), lo que ha generado un mayor interés entre el público. Los Tomahawks se encuentran entre las armas utilizadas en el arte marcial filipino escrima.